# Real Live Roadrunning
Real Live Roadrunning je album Marka Knopflera i Emmylou Harris, sniman na turneji albuma All the Roadrunning. 
Osim CD-a, objavljen je i DVD s istoimene turneje.

## Popis pjesama (CD)
1. "Right Now" - 4:53
2. "Red Staggerwing" - 4:54
3. "Red Dirt Girl" (Emmylou Harris) - 4:32
4. "Done With Bonaparte" - 5:17
5. "Romeo and Juliet" - 9:13
6. "All That Matters" - 3:21
7. "This Is Us" - 5:19
8. "All the Roadrunning" - 5:20
9. "Boulder to Birmingham" (Bill Danoff/Emmylou Harris) - 3:40
10. "Speedway at Nazareth" - 6:59
11. "So Far Away" - 4:43
12. "Our Shangri-La" - 7:56
13. "If This Is Goodbye" - 4:54
14. "Why Worry" - 4:10

## Popis pjesama (DVD)
1. "Right Now"
2. "Red Staggerwing"
3. "Red Dirt Girl" (Emmylou Harris)
4. "I Dug Up a Diamond"
5. "Born to Run" (Paul Kennerley)
6. "Done with Bonaparte"
7. "Romeo and Juliet"
8. "Song for Sonny Liston"
9. "Belle Starr" (Emmylou Harris)
10. "This Is Us"
11. "All the Roadrunning"
12. "Boulder to Birmingham" (Bill Danoff/Emmylou Harris)
13. "Speedway at Nazareth"
14. "So Far Away"
15. "Our Shangri-La"
16. "If This Is Goodbye"
17. "Why Worry"

## Izvođači
- Mark Knopfler – gitara, vokal
- Emmylou Harris – gitara, vokal
- Guy Fletcher – klavijature
- Richard Bennett – gitara
- Glenn Worf – bas
- Danny Cummings – bubnjevi
- Matt Rollings – klavijature
- Stuart Duncan – violina, mandolina